# Best Of (album LaFee)
Best Of – album kompilacyjny niemieckiej piosenkarki LaFee, wydany w Europie 27 listopada 2009 roku nakładem EMI i Capitol Records. Ukazał się w dwóch edycjach: „dziennej” (Die Tag Edition) na jednym CD i „nocnej” (Die Nacht Edition) na dwóch CD. Singlem promującym wydawnictwo została nagrana na nowo wersja utworu „Der Regen fällt”, znanego z wydanego w 2007 roku albumu studyjnego Jetzt erst recht. Singel zajął dopiero 94. miejsce na niemieckiej liście przebojów, ponadto w ogóle nie trafił na listy przebojów w pozostałych niemieckojęzycznych krajach – w Austrii i w Szwajcarii.

## Lista utworów
Opracowano na podstawie materiału źródłowego.

### EdycjaDie Tag Edition
| Nr  | Tytuł utworu                       | Długość |
| --- | ---------------------------------- | ------- |
| 1.  | „Virus (Radio Version)”            | 3:46    |
| 2.  | „Scheiss Liebe”                    | 3:43    |
| 3.  | „Was ist das (Radio Version)”      | 3:22    |
| 4.  | „Prinzesschen (Radio Version)”     | 3:36    |
| 5.  | „Mitternacht (Album Version)”      | 4:46    |
| 6.  | „Heul doch (Single Version)”       | 3:38    |
| 7.  | „Wer bin ich (Single Version)”     | 4:15    |
| 8.  | „Ring frei (Single Version)”       | 3:31    |
| 9.  | „Der Regen fällt 2009”             | 3:54    |
| 10. | „Wo bist du (Mama)”                | 4:42    |
| 11. | „Normalerweise”                    | 3:56    |
| 12. | „Du liebst mich nicht”             | 4:41    |
| 13. | „Beweg dein Arsch”                 | 2:40    |
| 14. | „Sterben für dich (Piano Version)” | 2:59    |
|     |                                    | 53:29   |

### EdycjaDie Nacht Edition
CD 1
| Nr  | Tytuł utworu                       | Długość |
| --- | ---------------------------------- | ------- |
| 1.  | „Virus (Radio Version)”            | 3:46    |
| 2.  | „Scheiss Liebe”                    | 3:41    |
| 3.  | „Was ist das (Radio Version)”      | 3:23    |
| 4.  | „Prinzesschen (Radio Version)”     | 3:37    |
| 5.  | „Mitternacht (Album Version)”      | 4:45    |
| 6.  | „Heul doch (Single Version)”       | 3:38    |
| 7.  | „Wer bin ich (Single Version)”     | 4:17    |
| 8.  | „Ring frei (Single Version)”       | 3:31    |
| 9.  | „Der Regen fällt 2009”             | 3:54    |
| 10. | „Wo bist du (Mama)”                | 4:41    |
| 11. | „Normalerweise”                    | 3:54    |
| 12. | „Du liebst mich nicht”             | 4:41    |
| 13. | „Beweg dein Arsch”                 | 2:40    |
| 14. | „Sterben für dich (Piano Version)” | 2:59    |
|     |                                    | 53:27   |

CD 2
| Nr  | Tytuł utworu                      | Długość |
| --- | --------------------------------- | ------- |
| 1.  | „Es tut weh”                      | 4:01    |
| 2.  | „Weg von dir (Orchester Version)” | 3:51    |
| 3.  | „Krank”                           | 2:10    |
| 4.  | „Alles ist neu”                   | 3:47    |
| 5.  | „Mitternacht (Live @ Echo)”       | 3:44    |
| 6.  | „Shut Up”                         | 4:02    |
| 7.  | „Beweg dein Arsch (Club Mix)”     | 2:47    |
| 8.  | „Für dich (Live Version)”         | 4:07    |
| 9.  | „Prinzesschen (Live Version)”     | 4:27    |
| 10. | „Lass mich frei (Piano Version)”  | 2:54    |
| 11. | „Scabies”                         | 3:56    |
| 12. | „Wer bin ich (Klassik Version)”   | 4:28    |
| 13. | „Warum”                           | 3:36    |
| 14. | „Danke”                           | 4:22    |
|     |                                   | 52:12   |